# Ратковићи (Горажде)
Ратковићи је насељено мјесто у граду Горажду, Босна и Херцеговина.

## Становништво
|         | 2013.        | 1991.         | 1981.         | 1971.         |
| Укупно  | 141 (100,0%) | 220 (100,0%)  | 220 (100,0%)  | 199 (100,0%)  |
| Бошњаци | 141 (100,0%) | 220 (100,0%)1 | 219 (99,55%)1 | 198 (99,50%)1 |
| Срби    | –            | –             | 1 (0,455%)    | 1 (0,503%)    |

1. 1 На пописима од 1971. до 1991. Бошњаци су пописивани углавном као Муслимани.